# Chiesa di San Giusto (Porcari)

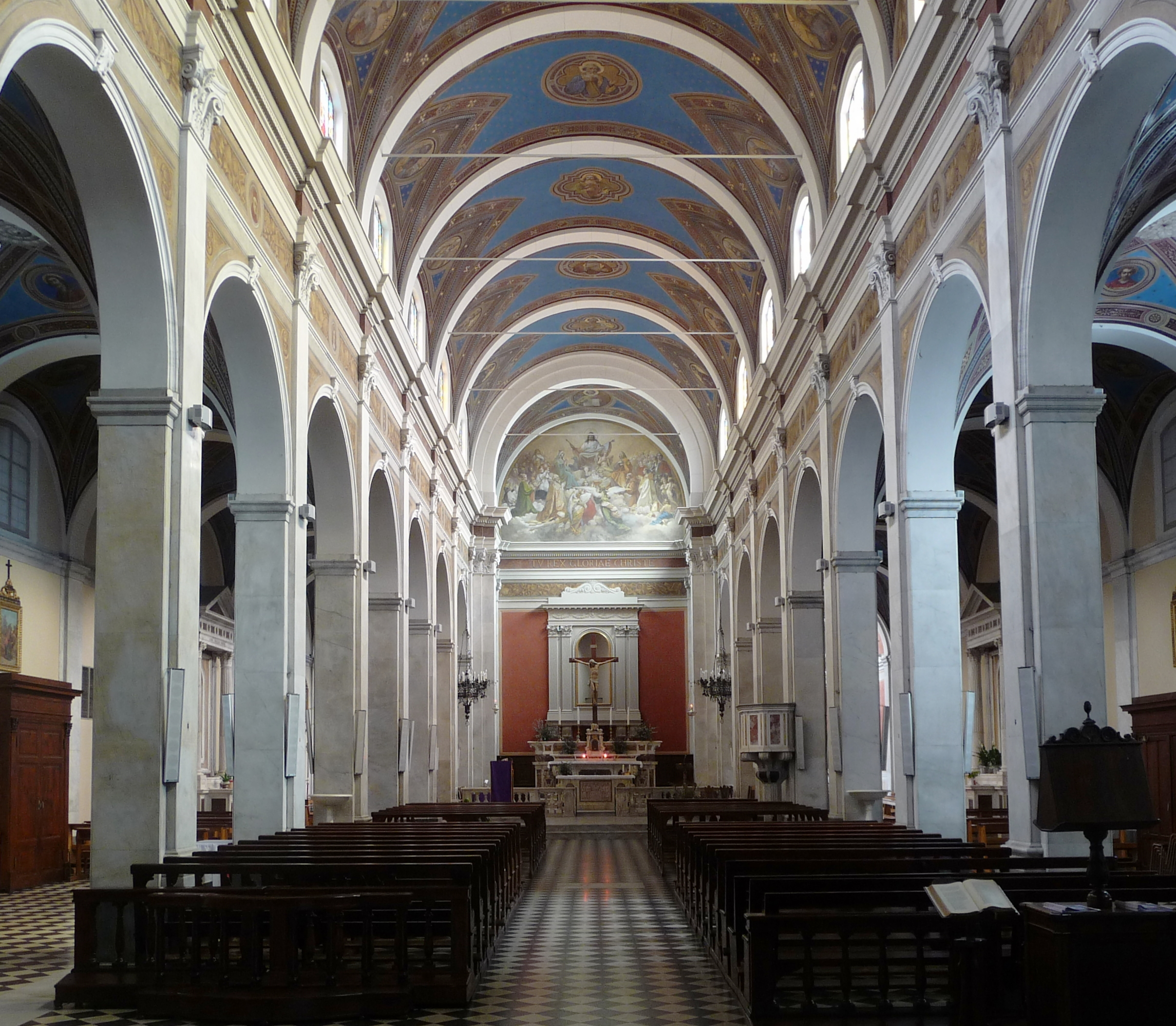
Interno

La chiesa di San Giusto è un edificio sacro che si trova a Porcari, provincia e arcidiocesi di Lucca.

## Storia e descrizione
Il primo documento che parla di una chiesa presso il castello di Porcari risale al 12 aprile 1039. Nell'estimo delle chiese lucchesi del 1260 si annoveravano due chiese a Porcari, una dedicata a Sant'Andrea, nel castello, e una dedicata a San Giovanni, nel borgo. Entrambe erano di fondazione piuttosto antica, in una bolla del pontefice Eugenio III, datata 1147, risultavano di giuspatronato dell'abbazia di San Pietro di Pozzeveri e dipendenti dal battistero di Lucca. La prima nomina di un rettore, comune per entrambe le chiese, risale al 1285. Nel corso del XV secolo, l'antica chiesa di San Giovanni fu ricostruita e dedicata ai Santi Giovanni e Giusto, passando sotto la giurisdizione della pieve di Lunata. Il 23 gennaio 1512, su richiesta della famiglia Di Poggio, patrona della chiesa, fu concesso a Porcari il fonte battesimale. Nel 1575, a seguito della visita apostolica del vescovo di Rimini Giovanni Battista Castelli, l'edificio fu sottoposto ad ampliamento per oltre due terzi, tanto che fu riconsacrato dall'arcivescovo di Lucca Alessandro Guidiccioni al termine dei lavori, nel 1593. Negli anni 1718-20 fu eretto il primo campanile, a mattoni. Nel 1742 la chiesa fu sottoposta a un ulteriore ampliamento, assumendo la struttura a tre navate. Fu a partire dal 1858 che, su progetto dell'architetto Cesare Lazzarini, assunse la volumetria attuale, aumentando la sua lunghezza. I lavori terminarono nel 1880, l'inaugurazione avvenne il 12 dicembre. La facciata, che si propone con aspetto neomedievale, fu progettata dall'ingegnere lucchese Francesco Tucci nel 1877. Le tre porte, disegnate da Domenico Martini di Lucca, furono scolpite tra il 1898 e il 1899 da Carlo Pucci di Firenze (la centrale) e dall'artigiano Bianchi di Lucca (le laterali). All'interno, i lavori di ristrutturazione furono completati da un ciclo di pitture murali a olio, opera di Michele Marcucci. La consacrazione ufficiale dell'edificio avvenne il 9 agosto 1930 per mano dell'arcivescovo di Lucca Antonio Torrini.

## Il campanile
Il robusto campanile, costruito tra il 1864 e il 1870, ospita un doppio di quattro grandi campane in Reb3 fuse da Luigi Magni e figli di Lucca nel 1948, la campana mezzanella venne successivamente rifusa da Lorenzo Lera e Luigi Magni nel 1966.